# Gustavo Cabrera Acevedo
Gustavo Cabrera Acevedo (Ciudad de México, 15 de abril de 1935 - ibídem, 22 de noviembre de 2002) fue un demógrafo y actuario mexicano que contribuyó a la creación de instituciones en México como el Consejo Nacional de Población (Conapo). Fue formador de la escuela de demografía en México, secretario general del Conapo (1977-1982) y presidente de la Sociedad Mexicana de Demografía (1981-1983).

## Semblanza biográfica
Gustavo Cabrera estudió la carrera de actuario en la Facultad de Ciencias de la Universidad Nacional Autónoma de México (UNAM). Después fue convocado por el Centro Latinoamericano de Demografía (CELADE), en Santiago de Chile, para cursar estudios de especialización en demografía. El profesor Cabrera junto con el profesor Raúl Benítez Zenteno fueron los dos primeros mexicanos en realizar esta clase de estudios en el extranjero. Por ello, Gustavo Cabrera y Raúl Benítez son considerados como los dos grandes pilares de la demografía mexicana. Tiempo después Gustavo Cabrera realizó estudios de postgrado en demografía en la Universidad de Princeton.
Fue fundador del Centro de Estudios Económicos y Demográficos (CEED) de El Colegio de México (Colmex), actualmente dividido en el Centro de Estudios Económicos, CEE, y el Centro de Estudios Demográficos, Urbanos y Ambientales (CEDUA). Dentro del Colmex, fue director del CEED de 1970 a 1976; coordinador académico de la maestría en demografía de 1964 a 1969; miembro de la junta de profesores 1964-1969; miembro de la comisión de publicaciones 1968-1969; y profesor-investigador de tiempo completo. 
En reconocimiento a su trayectoria académica, fue nombrado Profesor Emérito por esta institución en 1999. Fue miembro del Sistema Nacional de Investigadores. Ingresó a El Colegio Nacional el 19 de noviembre de 1981 con el discurso Población y Sociedad, el cual fue contestado por el doctor Leopoldo Solís.
Entre sus principales aportes a la demografía se encuentran las tablas de mortalidad de México, 1930-1960 y las proyecciones población de México, 1960-1980. 
Murió en la Ciudad de México el 22 de noviembre de 2002. En su honor, la Secretaría de Educación Pública (SEP) asignó a la escuela secundaria diurna n.º 284, el nombre de «Gustavo Cabrera Acevedo».

## Premios y distinciones
- Premio Banamex de Economía en 1970.
- Premio Nacional de Demografía en 1987.
- Profesor Emérito por El Colegio de México en 1999.